# Vital Gayman
Vital Gayman , né le 2 avril 1897 à Conches-en-Ouche (Eure) et mort le 3 décembre 1985 à Paris 14e, est un homme politique et journaliste français.

## Biographie
Il obtient son baccalauréat en 1914. Mobilisé en 1916, il est décoré de la Croix de guerre en 1917. Engagé dans l'action politique, ses thèses l'emportent en 1920 au congrès de la Bellevilloise, où naît la Fédération nationale des Jeunesses socialistes-communistes. Il est élu secrétaire des Jeunesses communistes du Ve arrondissement de Paris.
L'année suivante, il est élu secrétaire de la 5e section du PC.
En 1923, il entre au Comité directeur du Parti communiste et y demeure jusqu'en 1925, avant de devenir membre du Comité central (1926-1929). La direction du PC lui demande de se consacrer à plein temps à la presse communiste. Il est chef du service étranger à L'Humanité. Il y écrit de nombreux articles sur la guerre du Rif. Mais, entre janvier et novembre, il connaît plusieurs mois de disgrâce dans une période où le PC est épuré des militants soupçonnés de sympathie pour Trotski. 
En 1928, lors d'une réunion du Comité central, à Choisy-le-Roi, il est de ceux qui, minoritaires, votent contre la « tactique classe contre classe ». En 1929, au congrès de Saint-Denis, il n'est pas reconduit au Comité central.  En août, il est arrêté en raison de sa participation à la réunion clandestine de la direction communiste, à Villeneuve-Saint-Georges.
En 1931, la direction du PC le sanctionne en lui retirant ses fonctions à L'Humanité, puis en 1932 : les Cahiers du bolchevisme l'accusent de falsifier l'histoire du mouvement ouvrier. Toutefois, le PC l'emploie en vue de la réalisation du matériel de propagande pour les élections législatives, puis, il devient secrétaire du groupe parlementaire communiste au Palais-Bourbon. Il se marie avec une étudiante en pharmacie.
En décembre 1935, il est élu conseiller municipal de Paris dans le quartier de Sainte-Marguerite (XIe). L'année suivante le PC lui demande, comme officier de réserve, de partir en Espagne pour examiner la situation militaire. Il est l'un des organisateurs des Brigades internationales, aux côtés d'André Marty. Il revient en France en août 1937.
En 1939, il désapprouve le pacte germano-soviétique : dans une déclaration, il indique que la politique du Parti communiste est diamétralement opposée au but que s'étaient assignés ses « camarades de combat, tombés sur la terre d'Espagne ... ». En 1940, son nom apparaît dans l'appel « À tous les travailleurs, À l'opinion publique », comme membre de l'Union populaire française, formée par des démissionnaires du PC. Au printemps, il est associé à un manifeste lu à la radio le 1er mai. Mobilisé, il est fait prisonnier par les Allemands, mais est libéré en tant qu'ancien combattant de la Première Guerre mondiale.
En 1942, son épouse et lui aident des Juifs et des résistants à gagner l'Espagne. Arrêté en 1943, interné à Drancy les Allemands l'envoient à l'île anglo-normande d'Aurigny, sur des chantiers dont il réussit à s'évader.
À la Libération, revenu à Paris, il refuse d'être réintégré dans sa fonction de conseiller municipal. Il entre comme secrétaire de rédaction au journal parlé à la RTF. Il est en contact avec François Mitterrand et son entourage dont Georges Dayan. Son statut d'apostat lui vaut la haine du PCF. Le 19 juillet 1949, Virgile Barel, député communiste des Alpes-Maritimes, dénonce à l'Assemblée nationale la mainmise de François Mitterrand, alors secrétaire d'État à l'Information et s'adressant à François Mitterrand, cite Vital Gayman comme le bras du pouvoir : « Il vous faut des hommes de confiance. Le directeur du journal parlé est M. Vital Gayman, renégat du parti communiste français. »
Remarié en 1948, il est écarté de ses fonctions à la Radio en 1958, par le nouveau pouvoir. En 1968, il prend sa retraite alors qu'il est secrétaire général de La Dépêche du Midi. Il avait été appelé au journal par René Bousquet. Ses biographes remarquent que malgré son parcours, Vital Gayman ne s'est jamais livré, après-guerre, à des attaques publiques envers son ancien parti.
Vital Gayman eut un fis, Jean-Marc Gayman, agrégé d'histoire, qui fut collaborateur aux Cahiers d'histoire de l'Institut Maurice-Thorez.

## Décorations
- Chevalier dans l'Ordre du Mérite postal. Nommé par arrêté du 15 janvier 1954 (BO PTT 1954, 54 Cab 4, page 36)

## Source
- Rémi Skoutelsky, notice « GAYMAN, Vital, Isidore, Élie », Le Maitron en ligne.
- Philippe Robrieux, notice « Gayman Vital, Isidore Élie, dit Vital Gayman », Histoire intérieure du parti communiste français, tome 4, p. 257-259, Fayard, 1984.